# Т-111
Т-111, известен още и като Обект 111 или Т-46-5, е експериментален съветски среден танк от края на 30-те години на 20 век. Той е първият съветски танк с противоснарядна броня. Бил е практически непробиваем за широко разпространените по това време 37-45-mm противотанкови оръдия, но слабият двигател и недостатъчното му въоръжение го правят негоден за серийно производство. Някои идеи, използвани в тази машина от конструктора му Михаил Кошкин, по-късно са използвани от него при създаването на най-добрия му танк – Т-34 .

## История на създаването
Опитът от конфликтите през 30-те години на 20 век показва, че противокуршумната броня на танковете вече е недостатъчна. Масовите и евтините противотанкови оръдия с калибър от 37 до 45 mm са достатъчно ефективни срещу тях и трябва са търсят нови решения за защита. Като отчита това, през септември 1936 г. главният конструктор на КБ на Ленинградския опитен завод №185 „С. М. Киров“ изпраща в Народния комисариат по отбраната ескизи на нов танк и записка, в която се мотивира създаването на танк за съпровождение на пехотата с маса 10-14 t, въоръжен с 45-mm оръдие и 2-3 7,62-mm картечници, с максимална скорост до 40-45 km/h и запас на ход по шосе до 300 km.  Разработката на нов еднокуполен среден танк с противоснарядна броня и маса до 20 t започва под името „Обект 111“. Проектите за новата машина са готови през 1937 г., а през пролетта на 1938 г. е създаден опитен образец, получил името Т-46-5. Работата се забавя за няколко месеца, защото по това време Гинзбург е следствен.  До октомври същата година с танка се провеждат заводски изпитания, а през февруари-март 1939 г. – полигонни изпитания в Кубинка. Машината се отличава с редица новости – лята купола, противоснарядна броня, за първи път се прилага електрическо заваряване. За разработката му конструкторите получават държавни награди, а М. Кошкин е удостоен с орден „Червена звезда“ и е издигнат за главен конструктор на завод №183.  Построени са два опитни ексемпляра, чиято съдба по-нататък е неизвестна.
Въпреки това не е приет на въоръжение. От една страна е бил твърде сложен за изработка и поддръжка – ресорите са скрити в корпуса и са трудни за демонтаж при полеви условия, а, от друга, танкът е твърде тежък – вместо планираните 20 той достига маса 32,5 t, и няма достатъчно мощен двигател за него. Въоръжението на танка също се оказва слабо за борба срещу средните и тежки танкове.

## Устройство

### Конструкция
Танкът се отличава от класическото разпределение – в предната част вдясно е разположена трансмисията, която се свързва с двигателя, намиращ се в моторното отделение отзад, посредством карданов вал, преминаващ през пода на машината. В предната част вляво е и отделението за управление, където се намира механик-водачък. В средата е бойното отделение, където се разполагат командирът на танка и мерачът. В задната част е моторното отделение, отделено от бойното с друкрили вратички, даващи достъп до карбуратора и устройството за пуск на танка „Атлюс“.
Корпусът е изграден от заварени бронирани листове с дебелина 60, 30 и 20 mm. За първи път при сглобката използват електрическо заваряване. Новата противоснарядна броня защитава танка от попадения на 37-mm снаряди от всички дистанции и от 76-mm от дистация 1300 m и начална скорост от 660 m/s. 

### Двигател и трансмисия
Двигателят е 8-цилиндров V-образен бензинов МТ-5-1, с въздушно охлаждане и с мощност 320 к.с. при 2350 об./мин. Охлаждането се осъществява с два вентилатора. Общият обем на резервоарите е 492 l, осигуряващи 190 km запас от ход по шосе и 126 по пресечен терен. Един от опитните екземпляри през 1940 г. по време на Съветско-финландската война е преоборудван с дизелов двигател В-2 и изпратен на Карелския фронт, но бойните действия са прекратени, преди да е изпитан в реални условия.
Планиран е и вариант с дизелов двигател ДМТ-8 с мощност 400 к.с., но конструкторското бюро, работещо по двигателя в завод №185 е било силно отслабено от чистките през 1937-38 и не е успяло да го завърши в срок. 
Трансмисията се състои от скоростна кутия, механическа с четири скорости (4+1), главен многодисков фрикцион и двустепенен редуктор, два многодискови фрикциона със сухо триене, два прости бордови редуктора и листови спирачки.

### Ходова част
Окачването е с листови ресори, разположени скрито в корпуса на танка. Ходовата част се състои от 3 двойки метални опорни ролки и 3 метални поддържащи ролки, задно водещо колело със зъбно зацепване и предно водещо колело с механизъм за натягане на веригата.

### Въоръжение
В куполата е монтирано едно 45-mm оръдие 20К, образец 1932/38 г. с дължина 46 калибъра и с боекомплект 121 снаряда, а с него е сдвоена една 7,62-mm картечница ДТ. Ъгълът на възвишение на оръдието и картечницата е от –6 до +23°. Втора 7,62-mm картечница ДТ е монтирана в задната част на куполата. Тя може да се използва и като зенитна – предвидена е стойка за нея до десния люк на куполата. Общият боекомплект за картечниците ДТ е 2394 патрона в 38 диска с по 63 патрона във всеки. Първоначално е била предвидена и трета, курсова, картечница, мантирана в челния брониран лист, но се отказват от нея. Мерачът използва телескопичен прицел ТОП обр. 1930 г. и перископичен ПТ-1 обр. 1932 г. (или ПТК). Куполата може да я завърта или механично, или с електрически привод.
Тъй като отчитат че 45-mm оръдие е слабо за такъв тип танк, конструкторите се опитват да го заменят с по-мощното 76-mm танково оръдие ПС-3 на Павел Сячинов, но той е арестуван и разстрелян през 1937 г., а оръдието му е свалено от производство. Опитите за монтиране на 76-mm оръдие Л-10 водят до увеличаване размера и масата на куполата и този проект също е изоставен.

### Оборудване
За радиовръзка на танка се монтира радиостанция 71ТК-1 с мачтова антена, изведена на десния борд на корпуса. Вътрешната връзка се осъществява с разговорни устройства СПУ-7р. Като противопожарно средство се използват два стационарни пожарогасителя, монтирани под двигателя, които могат да бъдат задействани и от отделението за управление, и от бойното отделение.